# Doratoxylon apetalum
Doratoxylon apetalum là một loài thực vật có hoa trong họ Bồ hòn. Loài này được (Poir.) Radlk. mô tả khoa học đầu tiên năm 1888.